# SheepShaver
SheepShaver is een PowerPC(G4) Macintosh-emulator, die het mogelijk maakt Mac OS (versies 7.5.x tot en met 9.0.4) te installeren in BeOS (PowerPC-versies 4 en 5), Linux, Windows (Windows 98+) en macOS (PowerPC- en Intel-versies).
Aangezien een memory management unit (MMU) niet wordt geëmuleerd (vanwege de te verwachten impact op de  snelheid) is het niet mogelijk Mac OS-versies hoger dan 9.0.4 te gebruiken.
Het programma is te vergelijken met VirtualBox en biedt Macintosh-gebruikers een alternatief voor de niet meer ondersteunde "Classic" omgeving in Mac OS X Snow Leopard en Lion. Het is vrijgegeven onder de GPL, waardoor het vrije software en opensourcesoftware is.
SheepShaver emuleert onder andere de volgende Macintosh-hardware: G4-processor, cd-romlezer, ethernet, kleurenbeeldscherm en geluid (in cd-kwaliteit). Het programma maakt het mogelijk data uit te wisselen met het gastsysteem via het plakbord en via toegang tot een gedeelde map of schijf.
SheepShaver wordt niet langer ontwikkeld door de oorspronkelijke ontwikkelaars. Nieuwe versies, die kleine problemen verhelpen en SheepShaver geschikt maken voor nieuwe versies van gastsystemen, worden via emaculation.com aangeboden.